# 巷上村
巷上村是中国江西省南昌市南昌縣麻丘镇下辖的一个行政村，2003年起劃入南昌高新技術產業開發區代管，村委会驻地东胡自然村。巷上村位於麻丘镇中部地区，西面楊橋村、東南接南崗村、北臨厚西村，北距麻丘鎮駐地麻丘街5公里，村內有三個較大的自然村：东胡自然村、南胡自然村、西湖自然村，以及南张家、陈家、艾家和毛胡家等較小聚落。福银高速公路開通時縱向貫穿巷上村；自然地理方面，巷上村位於贛撫平原，地勢低平，多種植水稻。
村內原有巷上小學，2010年台塑集團華陽電業與高新區共同籌資，擴建學校並更名為巷上明德小學，位於東湖家與陳村之間。